# Carpobrotus edulis
Carpobrotus edulis — вид рослин родини аїзових (Aizoaceae) з Південної Африки. 

## Будова
Великі, від 64 до 152 мм квіти жовтого або світло-рожевого кольору. Листя їдять черепахи, квіти їдять антилопи і бабуїни. Квіти запилюються бджолами й іншими комахами. Фрукти їдять бабуїни, гризуни, їжатці, антилопи і люди.

## Поширення та середовище існування
Рослини натуралізовані в багатьох інших регіонах по всьому світу, і є інвазивним видом зокрема в Австралії, Каліфорнії й Середземномор'я і створює серйозну екологічну проблему шляхом зниження біорізноманіття.

## Цікаві факти
Сухий плід рослини закритий, допоки вода під час дощу не потрапить на нього. Під дією вологи плід розкривається та оголює насіння, щоб його міг змити дощ. Таким чином насіння потрапляє на землю у найбільш сприятливий для проростання період.

## Галерея

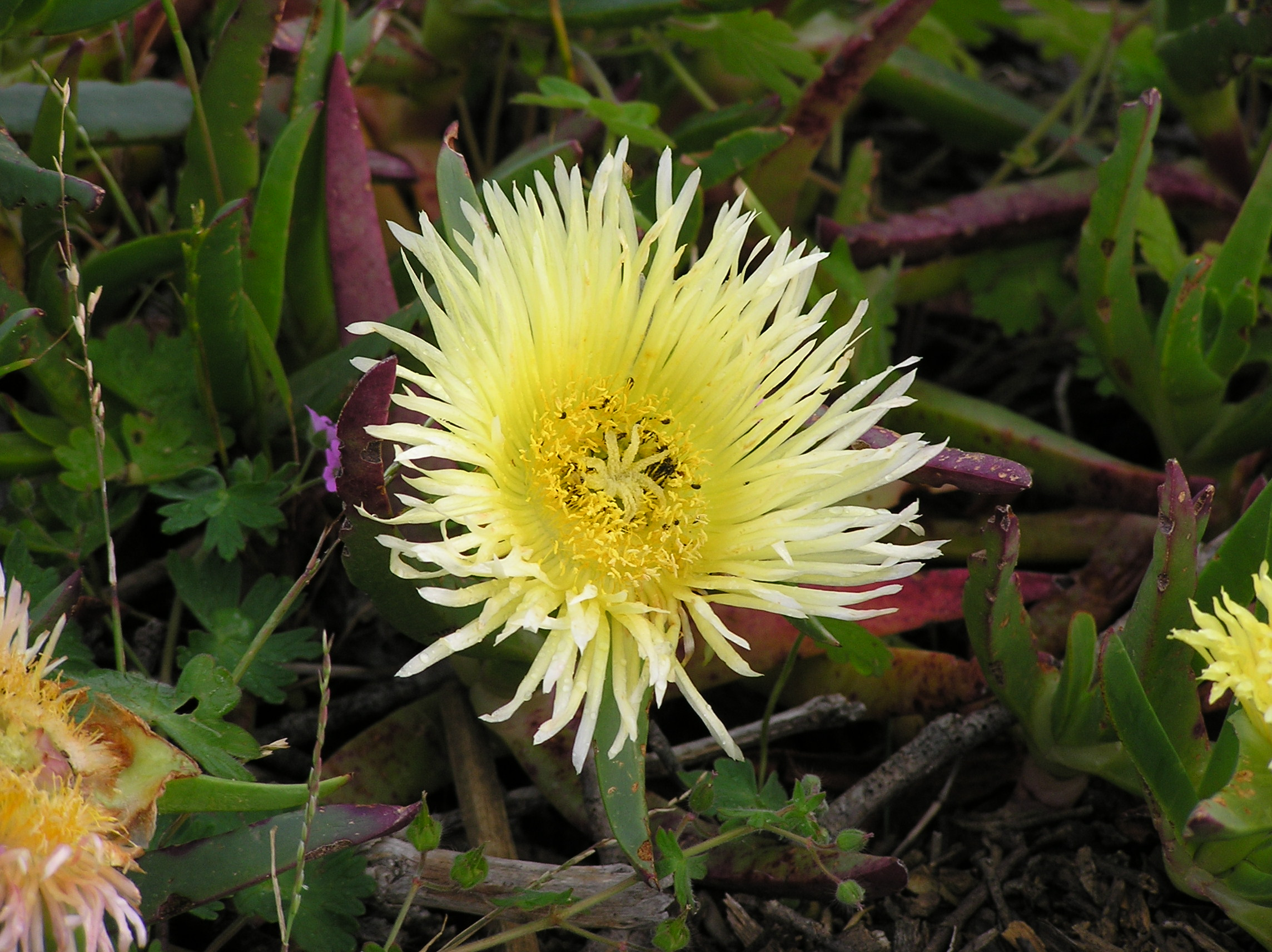
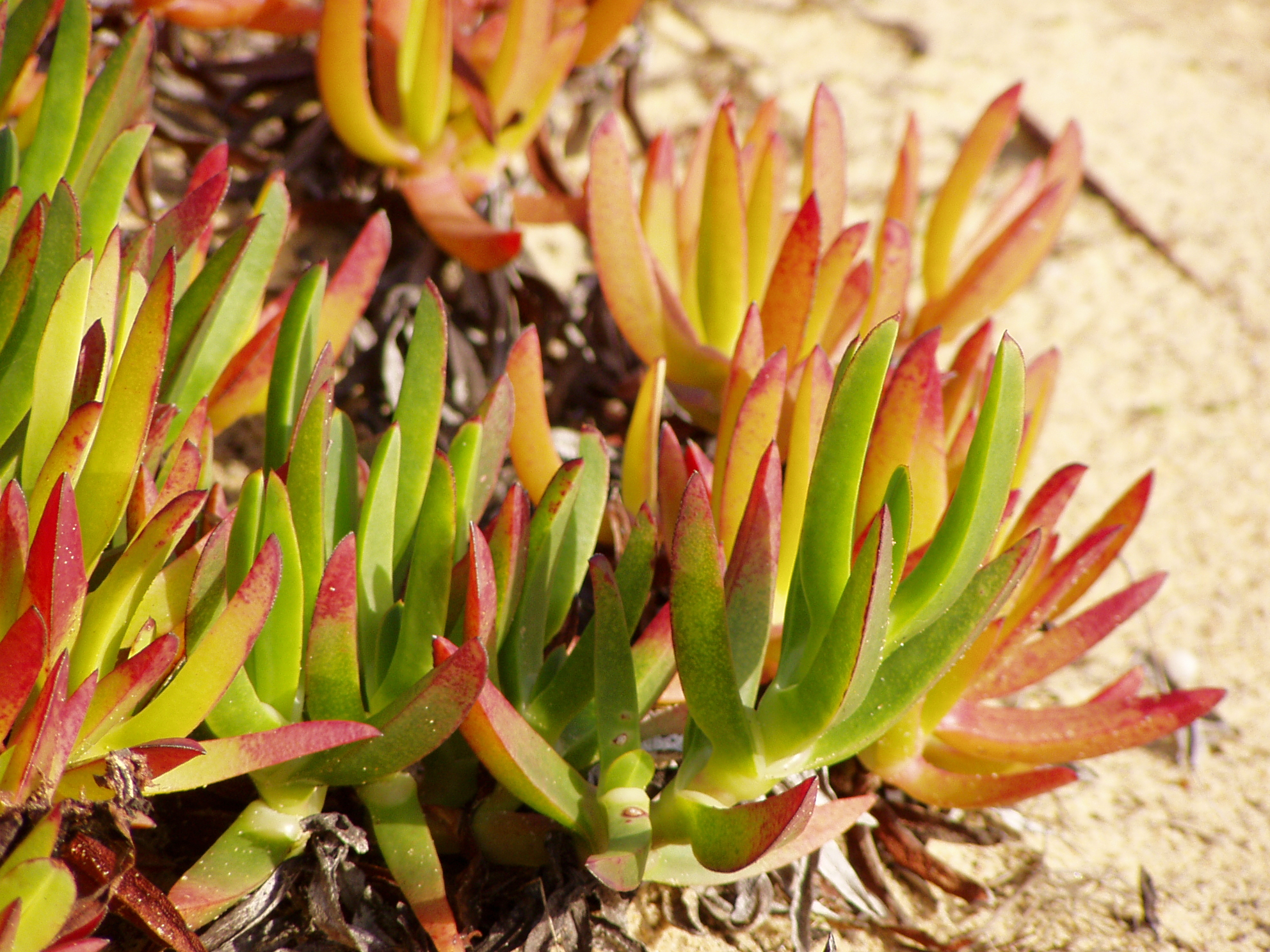
Листя
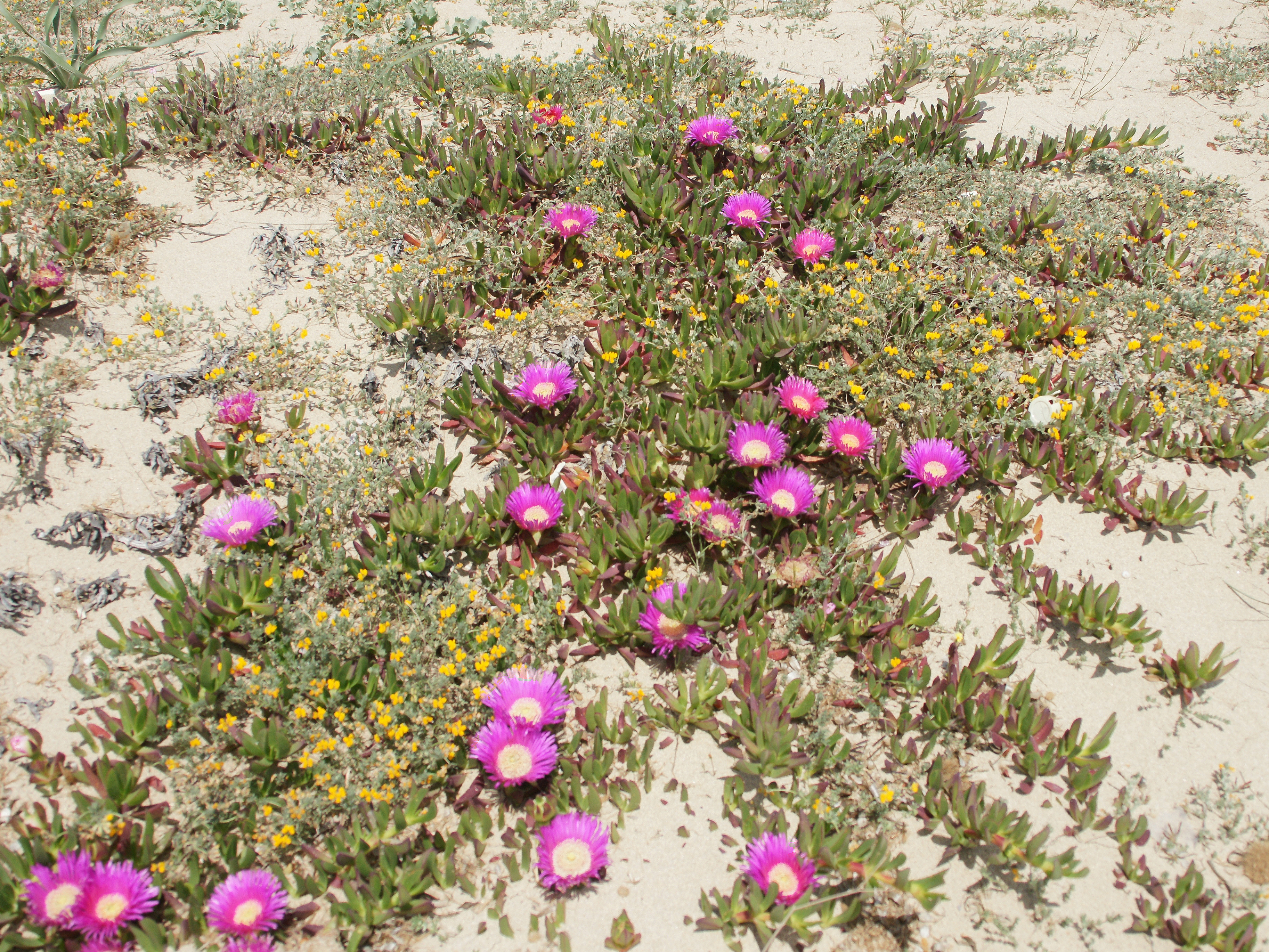
Рослина з квітами